# Akodon serrensis
Akodon serrensis és una espècie de mamífer rosegador de la família dels cricètids. És endèmic del sud-est del Brasil, on viu a altituds de fins a 2.700 msnm. El seu hàbitat natural són els boscos mixtos. El seu medi està afectat per la destrucció d'hàbitat. El seu nom específic, serrensis, significa ‘de la Serra’ en llatí.